# Hapigia gaudens
Hapigia gaudens är en fjärilsart som beskrevs av William Schaus 1906. Hapigia gaudens ingår i släktet Hapigia och familjen tandspinnare. Inga underarter finns listade i Catalogue of Life.